# پاریویل، کبک
پاریویل (به فرانسوی: Parisville) قصبه‌ای در منطقه شهری بکانکور ناحیه سانتر-دو-کبک در استان کبک کانادا است. در سرشماری سال ۲۰۱۱ این قصبه ۵۳۲ نفر جمعیت داشته‌است و مساحت آن ۳۶٫۸۵ کیلومتر مربع است.